# Ⱐ
Cette page contient des caractères spéciaux ou non latins. S’ils s’affichent mal (▯, ?, etc.), consultez la page d’aide Unicode.
Ery (Еры en cyrillique ; capitale Ⱐ, minuscule ⱐ) est la 31e lettre de l'alphabet glagolitique.

## Linguistique
La lettre sert à noter le phonème /ɨ/.

## Historique
La lettre pourrait provenir d'une modification de la lettre Ⱁ.

## Représentation informatique
- Unicode :
  - Capitale Ⱐ : U+2C20
  - Minuscule ⱐ : U+2C50